# Кастиљиони (Анкона)
Кастиљиони је насеље у Италији у округу Анкона, региону Марке.
Према процени из 2011. у насељу је живело 273 становника. Насеље се налази на надморској висини од 239 м.